# Heizkraftwerk Salzburg Mitte
Das Heizkraftwerk Salzburg Mitte ist ein Fernwärmekraftwerk und ein Kraftwerk zur Stromerzeugung. Das Heizkraftwerk steht am Rande der Salzburger Altstadt im Stadtteil Elisabeth-Vorstadt, direkt an der Salzach. Verbunden im Areal ist das Umspannwerk Salzburg Mitte. Sie werden von der Salzburg AG betrieben.
Das Kraftwerk zeichnet sich durch eine Ausnahmearchitektur aus, weil es sich in der Pufferzone des UNESCO-Welterbes Historisches Zentrum der Stadt Salzburg befindet. Auch das Umspannwerk gilt als architektonisch herausragend. Geplant wurden sie vom Schweizer Architekturbüro Bétrix & Consolascio (Marie-Claude Bétrix, Eraldo Consolascio) mit Eric Maier, aus deren Hand auch das Heizkraftwerk Nord stammt.

## Geschichte und Architektur

### Altes Heizkraftwerk Mitte
Das Heizkraftwerk Mitte wurde 1955 von den seinerzeitigen Stadtwerken Salzburg (heute Salzburg AG) direkt am Elisabethkai nahe der Lehener Brücke, stadtauswärts an die Westbahn grenzend, errichtet, um eine abnehmernahe Fernwärmequelle für die Entwicklungsstadtteile Elisabeth-Vorstadt, Lehen und Schallmoos zur Verfügung zu stellen. Nach zehnmonatiger Bauzeit wurde es am 10. Oktober 1955 in Betrieb genommen.

### Rauchgas-Reinigungsanlage und Umspannwerk Salzburg Mitte
1987 wurde eine Rauchgas-Reinigungsanlage nachgerüstet, um den Schwefeldioxid-Ausstoß mitten in der Stadt zu senken. Es wurde von Bétrix & Consolascio als ein rundgedachtes Scheibensegment-Struktur ausgeführt, die kapuzinerbergseite (östliche) Fassade weist an Festungswerk erinnernde Dekorstrukturen auf, die schon in die Postmoderne weisen. Die Dachung hat Ziegelstruktur, die Seiten feine waagerechte Ziselierung. Die Reinigungsanlage bildet die Mitte des Anlagenensembles.
1989 wurde dann ein neues Umspannwerk geplant, und 1992–1995 ausgeführt. Das Bauwerk, Ecke Alois-Schmiedbaur-Straße/Gebirgsjägerplatz (Nordostecke des Areals), stellt sich als eine Verschneidung zweier kubischer Baukörper dar, die Arbeits- und Betriebsräume bezeichnen. Das Bauwerk ist materialsichtig ausgeführt: Der Betriebstrakt ist aus hellem Beton, zum Gebirgsjägerplatz hin mit einer Fensterzeile und einem arkadenartig-angedeuteten Raum zur Straße, mit vollverglastem Verkaufsbereich (heute Sitz der Geschäftsstelle der Kammer der Architekten und Ingenieurkonsulenten). Der zweite Körper ist in Holzschalung ausgeführt und legt sich entlang des Gebirgsjägerplatzes über den Betriebstrakt. Er enthält Ladezonen, Technikräume, Büros, zwei Dachgärten und eine kleine Dienstwohnung.

Integriert im L-förmigen Umspannwerk ist heute ein weiteres Betriebsgebäude.

### Heizkraftwerk Mitte Neu mit Betriebsgebäude

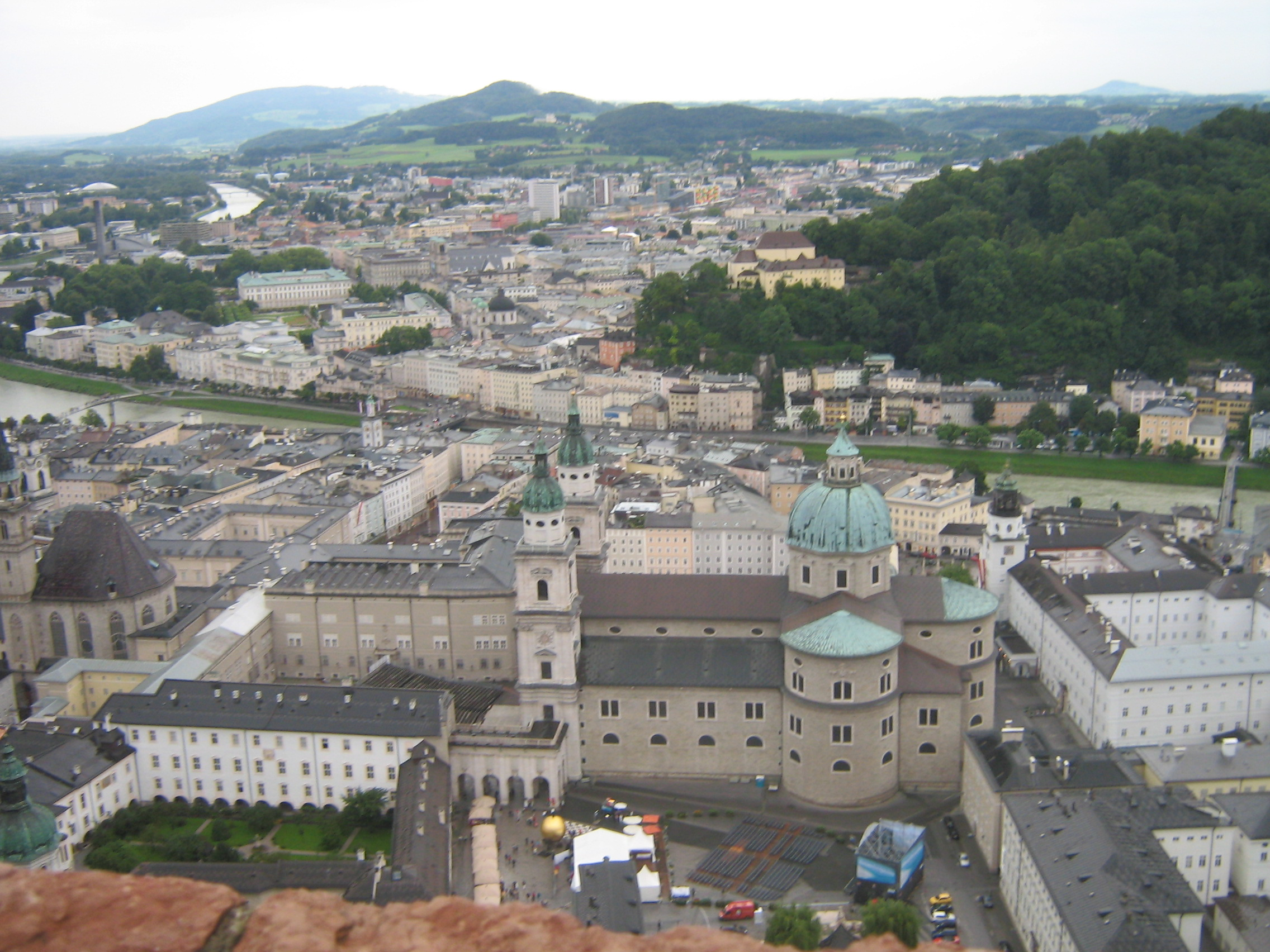
Blick über Dombezirk, Neustadt, Elisabeth-Vorstadt, Itzling gegen Plainberg; Heizkraftwerk Mitte links

1999–2003 wurde das überaltete Kraftwerk, direkt am Elisabethkai, neu aufgebaut. Da es sich direkt in der Pufferzone des UNESCO-Erbes befindet (das alte Kraftwerke hatte einen bauüblichen rot-weiß-gestreiften Schlot und sonst rein funktionale Betonkomplexe), musste eine baulich angemessene Lösung gefunden werden. Besonders der klassische Blick vom Mönchsberg über die Altstadt Richtung Maria Plain hat die Elisabeth-Vorstadt und das Kraftwerk direkt im Hintergrund.

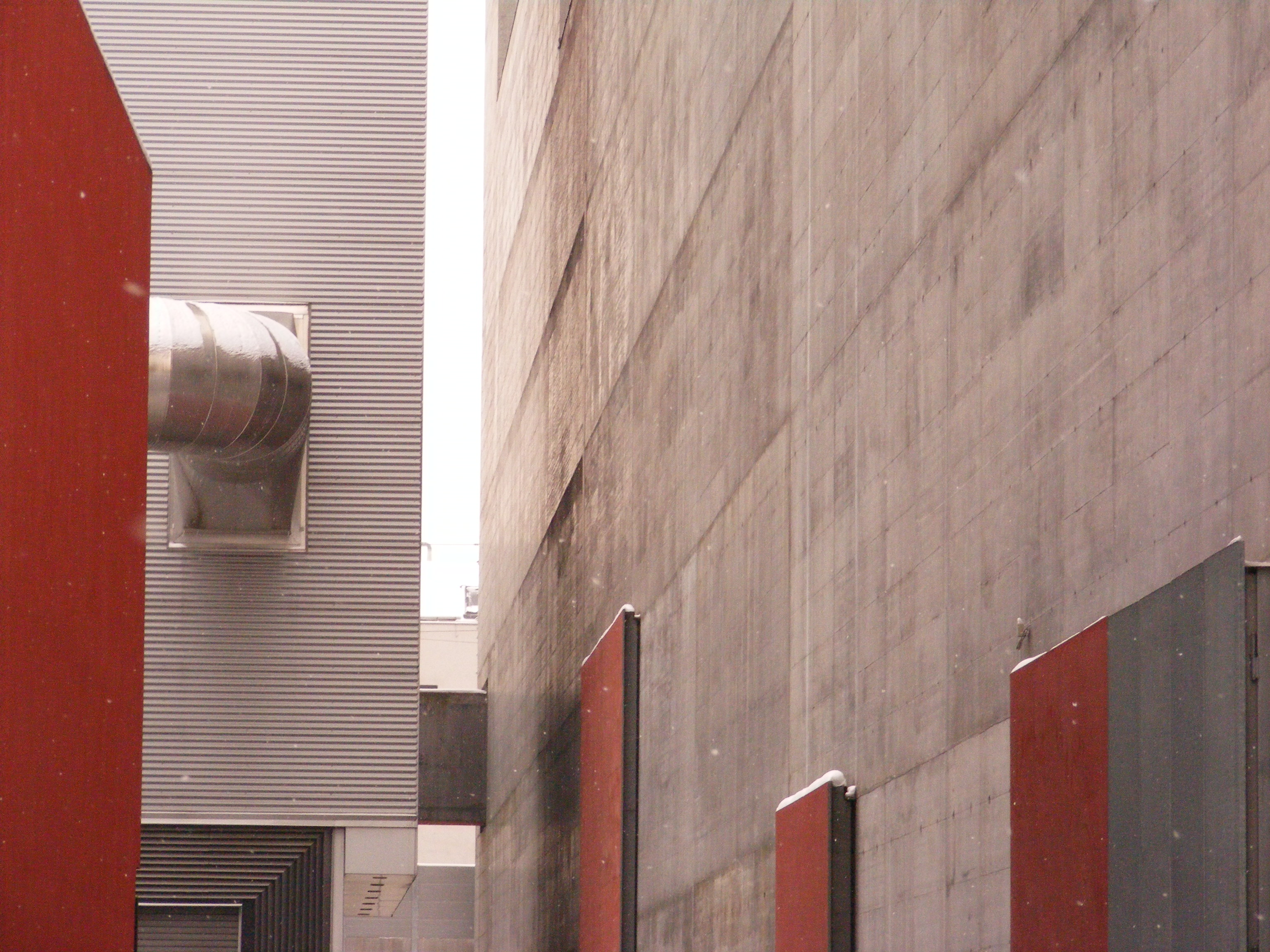
Strukturen und Oberflächen der Baukörper, Detail

Bétrix, Consolascio und Maier entwickelten eine sehr formalistische Lösung (Entwurf 1995). Das monolithische, gesamt 120 Meter lange Gebäude des Kraftwerks stellt sich als betonsichtig-anthrazitfarbener, gestufter kubischer Körper dar, desgleichen der 70 Meter hohe Schlot. Der Entwurf steht in der Tradition des Brutalismus (französisch brut ‚roh‘). Dabei flossen Erfahrungen aus der Neutralretusche der Restaurierpraxis ein, dass sich farbneutrale Flächen zurückstellen, sodass der Bau trotz seiner Massigkeit im Schattenbild der Stadtlandschaft verschwinden kann. An der Salzach befindet sich die Pumpstation, als Kubus in derselben Oberfläche, aber weiß, als Gegenpol und Akzent, der noch viel weniger seine technische Funktion erkennen lässt.
Daneben, in der Südostecke zur Unterführung der Schwarzstraße hin, wurde in Folge ein Betriebsgebäude erstellt, ein schlichter, in Sichtbeton gehaltener Körper versetzter Geschoße, im untersten Stock durch ein Fensterband geöffnet (Entwurf 2000). Der Innenraum des Betriebsgebäudes stellt sich in Kontrast zum Äußeren intim und freundlich dar.
Der Entwurf wurde vom Gestaltungsbeirat der Stadt Salzburg genehmigt, der für Großprojekte zuständig ist.
In Architekturkreisen gilt es als Musterbeispiel moderner Industriearchitektur im Umgang mit den Erfordernissen des Stadtbildschutzes.
Bei der Bevölkerung sorgte die „bunkerartige“ Ausführung aber für Aufregung, das Kraftwerk gilt im Erscheinungsbild bis heute als umstritten.
Eine Anerkennung mit dem Architekturpreis des Landes Salzburg – nominiert war das Betriebsgebäude, nicht das Kraftwerk selbst – scheiterte an politischer Einflussnahme.
Des Nachts wird das Fernheizwerk seit 2009 blau erleuchtet, eine Installation des Salzburger Lichtdesigners Herward Dunkel.

## Technische Ausstattung und Betrieb

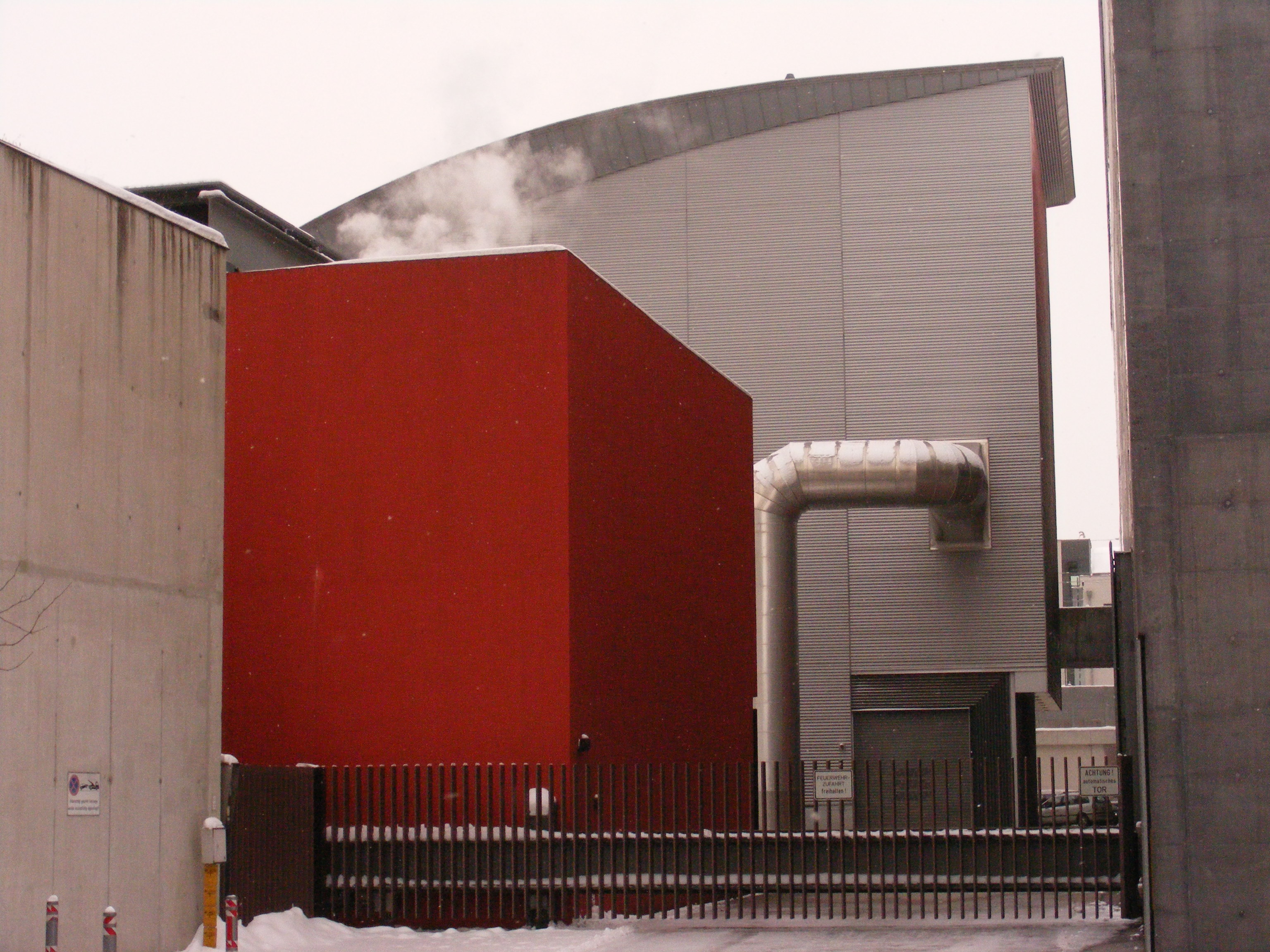
Rauchgas-Reinigungsanlage, davor Teile des Trafotrakts der Umspannstation

Das Kraftwerk ist mit einer Gas-befeuerten GUD-Anlage (Gas und Dampf) ausgestattet. Es leistet 127 MW thermisch und 85 MW elektrisch, die Jahreserzeugung liegt bei 322,485 Mio. kWh Wärme und 314,43 Mio. kWh Strom. Der Gaskessel (Baujahr 2001) hat eine Brennstoffwärmeleistung von 90.000 kW, Gasturbine mit Abhitzekessel (2003) von 165.600 kW. Die Engpassleistung beträgt 54.700 kW elektrisch (Gasturbine), 28.960 kW elektrisch (Dampfturbine), 127.000 kW (thermisch).
Das Heizkraftwerk versorgt 34.000 Haushalte mit Strom und 27.000 weitere mit Wärme, insbesondere aber auch die Landeskrankenanstalten Salzburg.
Für die Kühlung werden etwa 3000 Kubikmeter Salzachwasser stündlich entnommen, und aus naturschutzrechtlichen Gründen mit höchstens 10 Grad mehr als bei der Entnahme wieder rückgespeist.
Seit der Einbindung der Abwärmeschiene Süd (AWS) und des Biomasse-Heizkraftwerks Siezenheim kann das Kraftwerk im Sommer zeitweise vollständig abgeschaltet werden, und die Stadt wird mit erneuerbare Energie und Abwärme versorgt.

## Nachweise
- Salzburg AG für Energie, Verkehr und Telekommunikation: Heizkraftwerke und Heizwerke – Wärme und Strom. Folder, o. D., Heizkraftwerk Salzburg Nord, S. 7 (pdf, salzburg-ag.at)
- Heizkraftwerk Salzburg Mitte, salzburg-ag.at → Anlagen
- Heizkraftwerk Mitte Neu; Betriebsgebäude HKW Mitte;Umspannwerk ´Salzburg Mitte´, Einträge in nextroom.at
- Industrie und Gewerbe: 04 Heizkraftwerk Mitte Neu; 05 Betriebsgebäude HKW Mitte; 11 Umspannwerk ´Salzburg Mitte´, Stadt Salzburg, Architekturforum, archtour-stadt-salzburg.at
- Heizkraftwerk Mitte. In: Salzburger Nachrichten: Salzburgwiki.

1. ↑  siehe Datei:Heizkraftwerk Mitte, östliche Ansicht.jpg. In: Salzburger Nachrichten: Salzburgwiki.
2. 1 2  
Hannelore Deubzer: Betriebsgebäude am Heizkraftwerk Mitte, Salzburg – Salzburg AG für Energie, Verkehr und Telekommunikation – Architekt/in Marie-Claude Betrix, Erraldo Consolascio. Abschnitt in Architekturpreis des Landes Salzburg 2002. Protokoll der Jurysitzung, Salzburg, 28. Mai 2002 (doc (Memento des Originals vom 4. März 2016 im Internet Archive)  Info: Der Archivlink wurde automatisch eingesetzt und noch nicht geprüft. Bitte prüfe Original- und Archivlink gemäß Anleitung und entferne dann diesen Hinweis., initiativearchitektur.at, abgerufen am 13. Januar 2012);

Anne Martischnig: Kraftwerke als architektonische Herausforderung. In: konstruktiv 236, März 2003 (pdf, daskonstruktiv.at)
3. ↑  Seit 1967 ist die gesamte Altstadt Schutzzone des Altstadterhaltungsgesetzes, 1996 auf die umliegenden Gründerzeitviertel erweitert. Das Kraftwerk liegt gerade außerhalb dieser Zone, vergl.  Karte mit der Lage der Schutzzonen (Memento des Originals vom 8. Mai 2012 im Internet Archive)  Info: Der Archivlink wurde automatisch eingesetzt und noch nicht geprüft. Bitte prüfe Original- und Archivlink gemäß Anleitung und entferne dann diesen Hinweis., salzburg.gv.at (pdf;  Rechtsgrundlagen der Altstadterhaltung in Salzburg (Memento des Originals vom 21. Oktober 2012 im Internet Archive)  Info: Der Archivlink wurde automatisch eingesetzt und noch nicht geprüft. Bitte prüfe Original- und Archivlink gemäß Anleitung und entferne dann diesen Hinweis., ebd.).
 Gestaltungsbeirat und Sachverständigenkommission, die die Einhaltung des Altstadterhaltungsgesetzes überwacht, hatten seinerzeit einen schwerwiegenden Konflikt. vergl. Lit. Mayr: Stadtbühne und Talschluss. 2006, Kapitel Sachverständigenkommission versus Gestaltungsbeirat – 1995/2006 S. 104 ff.
4. ↑  beispielsweise in den Architekturbeiträgen in nextroom.at, archtour-stadt-salzburg.at
5. ↑  etwa: Heizkraftwerk Mitte in Salzburg, visit-salzburg.net > sehenswürdigkeiten > moderne architektur
6. ↑  der Preis 2002 wurde dann gar nicht vergeben
Ein unmoralisches Angebot – Verleihung der „Architekturpreise des Landes Salzburg“ vereitelt, baunetz.de, 3. Juli 2002;
Betriebsgebäude HKW Mitte, nextroom.at, 1. September 2002 (mit Presseschau)
7. ↑  Salzburg AG: HKW Mitte: Einzigartiges Beleuchtungskonzept für industrielle Architektur – Lichtdesigner Herward A. Dunkel setzt Lichtakzent für die Stadt Salzburg Architektur und Modernität ins rechte Licht gerückt. Presseaussendung ABA/OTS0172, 13. Apr. 2004;

Salzburger Heizkraftwerk in neuem Lichtdesign – Gehüllt in tiefes Neonblau. Wienerzeitung.at, 4. September 2009
8. ↑  vergl. Fernwärme – Schaden bei Schwerölkessel im HKW Mitte. salzburg24.at, 4. Februar 2012
9. ↑  Besprechung Stadtbühne und Talschluss, baufachinformation.de
10. ↑  Besprechung Baukunst in Salzburg seit 1980, baufachinformation.de